# Кручиніна-Рутковська Єлизавета Болеславівна
Єлизавета Болеславівна Кручи́ніна-Рутковська (до шлюбу Пржибильська; нар. 1895, Комишлов — пом. 22 травня 1961, Алмати) — казахська радянська театральна актриса; заслужена артистка Казахської РСР з 1938 року, народна артистка Казахської РСР з 1943 року. Дружина актора і режисера Юрія Рутковського.

## Біографія
Народилася у 1895 році у місті Комишлові Пермської губернії Російської імперії (нині Свердловська область, Росія) у багатодітній сім'ї служителя пермської залізниці. 1911 року закінчила жіночу гімназію у Єкатеринбурзі. Сценічну діяльність розпочала у 1912 році в Єкатеринбурзі у антрепризі П. П. Медведєва. З 1915 року грала в російських драматичних театрах Риги, Іркутська, Омська, Ніжина, Мінська, Вітебська, у 1931—1933 роках у Фрунзе, з 1933 року — в Алматинському російському театрі драми.
Член ВКП(б) з 1946 року. Нагороджена двома орденами Трудового Червоного Прапора.
Померла в Алмати 22 травня 1961 року. Похована в Алмати на Центральному кладовищі.

## Ролі
- Мотилькова («Слава» Віктора Гусєва);
- Гурмижська, Чебоксарова, Устинова, Кабаниха («Ліс», «Скажені» гроші", «Пучина», «Гроза» Олександра Островського);
- Забєліна («Кремлівські куранти» Миколи Погодіна);
- Крупська («Ленін у 1918 році» Олексія Каплера та Тетяни Златогорової);
- Енн Кросбі («За другим фронтом» Вадима Собка);
- Богаївська («Варвари» Максима Горького);
- Войницька («Дядя Ваня» Антона Чехова);
- Жузтайлак («Нічні оповідання» Мухтара Ауезова);
- Потапова («Битва в дорозі» Галини Ніколаєвої).